# Wapen van Huldenberg

Het huidige wapen van Huldenberg (sinds 1906).

Het Wapen van Huldenberg is het heraldisch wapen van de Belgische gemeente Huldenberg. Het wapen werd op 12 mei 1906 toegekend en op 8 november 1989 herbevestigd.

## Geschiedenis
Het wapen is gebaseerd op het oudste zegel van Huldenberg uit 1499. De leeuw verwijst naar de leeuw in het wapen van Brabant, daar Huldenberg historisch deel uitmaakte van het hertogdom Brabant. Het kleine schild rond de nek van de leeuw toont het wapen van de heren van Huldenberg uit de late 13e eeuw (hetgeen wordt vermeld in het Wapenboek Gelre (folio 73v)).

## Blazoen
Het wapen heeft de volgende blazoenering:
In sabel een gaande leeuw van zilver, de schouder beladen met een schildje van goud met drie hellende klophamers van keel, op een grasgrond.